# 秦仲方
秦仲方（1911年1月—2007年6月16日），男，四川达县人，中华人民共和国政治人物，曾任陕西省人民委员会副省长，陕西省政协副主席，国家城市建设总局副总局长。